# New Mexico (lớp thiết giáp hạm)
Lớp thiết giáp hạm New Mexico là một lớp thiết giáp hạm bao gồm ba chiếc thế hệ dreadnought của Hải quân Hoa Kỳ. Việc chế tạo chúng được bắt đầu vào năm 1915, với cấu trúc được cải tiến dựa trên những thiết kế vốn đã được đưa ra ba năm trước đó cùng với lớp Nevada.

## Thiết kế
Cấu hình 12 khẩu pháo của dàn pháo chính 356 mm (14 inch)/45 caliber trên lớp Pennsylvania trước đó đã được giữ lại, nhưng với một cỡ nòng pháo dài hơn 356 mm (14 inch)/50 caliber bố trí trên những tháp pháo ba nòng cải tiến. Thiết kế của lườn tàu cũng được cải tiến, với mũi tàu dạng "cắt" để đi biển tốt hơn và cũng làm do dáng con tàu trông mượt mà thanh lịch hơn so với các lớp Nevada và Pennsylvania trước đó. Một chiếc trong lớp, New Mexico, còn được trang bị kiểu động lực mới, khi các turbine hơi nước của nó vận hành các máy phát điện trong khi các chân vịt của con tàu vận hành bằng động cơ điện. Cho dù tám khẩu pháo hạng hai vốn được bố trí ở những vị trí quá ướt phía mũi và phía đuôi tàu nhanh chóng bị tháo dỡ, số pháo 127 mm (5 inch) còn lại được bố trí trên cấu trúc thượng tầng, một cải tiến lớn so với các cách sắp xếp trước đây.
Lớp New Mexico là một phần của chương trình "Thiết giáp hạm kiểu Tiêu chuẩn" của Hải quân Mỹ, một khái niệm thiết kế để Hải quân có được một hàng thiết giáp hạm gồm những tàu chiến đồng nhất (rất quan trọng, vì nó cho phép vạch kế hoạch cơ động cả hàng tàu chiến thay vì phải tách ra "cánh nhanh" và "cánh chậm") Khái niệm "Tiêu chuẩn" bao gồm hỏa lực tầm xa, tốc độ trung bình 39 km/h (21 knot), bán kính lượn vòng hẹp khoảng 640 m (700 yard) và cải thiện việc kiểm soát hư hỏng. Những lớp thiết giáp hạm "Tiêu chuẩn" khác bao gồm Nevada, Pennsylvania, Tennessee và Colorado.

## Lịch sử hoạt động
Được hoàn thành trong và ngay sau Chiến tranh Thế giới thứ nhất, lớp New Mexico trở thành những thành viên tích cực của Hạm đội Thiết giáp hạm trong những thập niên giữa hai cuộc thế chiến. Tất cả đều được nâng cấp vào những năm 1931 - 1934, có một cấu trúc thượng tầng hoàn toàn mới, hệ thống điều khiển hỏa lực hiện đại cho các khẩu pháo, động cơ mới, cũng như tăng cường sự bảo vệ chống lại tấn công từ trên không và mặt biển, bao gồm việc bổ sung các khẩu đội phòng không 127 mm (5 inch) 5 inch/25 caliber. Đai giáp chống ngư lôi đã khiến cho chiều rộng mạn thuyền tăng lên 32,4 m (106 ft 3 in) cũng như trọng lượng rẽ nước nặng hơn 1.000 tấn hoặc hơn nữa.
Để đối phó lại mối nguy cơ từ phía Đức, những chiếc thiết giáp hạm trong lớp, cùng hoạt động chung với nhau trong hải đội Thiết giáp hạm 3, được chuyển từ Thái Bình Dương sang Đại Tây Dương vào năm 1941, để lại Hạm đội Thái Bình Dương yếu thế hơn so với lực lượng của Hải quân Nhật Bản. Được gửi quay trở lại Thái Bình Dương sau khi trận Trân Châu Cảng làm hư hại hầu hết tàu chiến Mỹ tại đây, chúng đã hoạt động tích cực trong chiến tranh với Nhật cho đến khi đạt đến chiến thắng cuối cùng vào tháng 8 năm 1945. Các khẩu pháo cỡ lớn của chúng cung cấp sự hỗ trợ cần thiết trong nhiều chiến dịch đổ bộ, và Mississippi đã tham gia trận chiến eo biển Surigao, cuộc đấu pháo giữa các thiết giáp hạm cuối cùng trong lịch sử. New Mexico và Idaho nhanh chóng ngừng hoạt động sau khi chiến tranh kết thúc, riêng Mississippi được cải biến thành tàu huấn luyện và tàu thử nghiệm vũ khí, tiếp tục phục vụ thêm một thập niên nữa. Thế hệ tên lửa điều khiển phóng từ tàu chiến đầu tiên của Hải quân Mỹ, loại vũ khí thay thế cho các cỗ pháo uy lực một thời là tiêu điểm của cuộc đời hoạt động của nó, đã lần đầu tiên ra khơi trên chiếc thiết giáp hạm này.

## Những chiếc trong lớp
| Tàu         | Đặt lườn             | Hạ thủy             | Hoạt động            | Số phận                                                                          |
| New Mexico  | 14 tháng 10 năm 1915 | 13 tháng 4 năm 1917 | 20 tháng 5 năm 1918  | Ngừng hoạt động 19 tháng 7 năm 1946; bị bán để tháo dỡ ngày 9 tháng 11 năm 1947  |
| Mississippi | 5 tháng 4 năm 1915   | 25 tháng 1 năm 1917 | 18 tháng 12 năm 1917 | Ngừng hoạt động 17 tháng 9 năm 1956; bị bán để tháo dỡ ngày 28 tháng 11 năm 1956 |
| Idaho       | 5 tháng 4 năm 1915   | 30 tháng 6 năm 1917 | 24 tháng 3 năm 1919  | Ngừng hoạt động 3 tháng 7 năm 1946; bị bán để tháo dỡ năm 1947                   |